# グリーンビル (原子力潜水艦)
| USS Greeneville off the coast of Honolulu, Hawaii. |                                               |
| 艦歴                                               |                                               |
| 発注                                               | 1988年12月14日                                |
| 起工                                               | 1992年2月28日                                 |
| 進水                                               | 1994年9月17日                                 |
| 就役                                               | 1996年2月16日                                 |
| その後                                             | 就役中                                        |
| 母港                                               | ハワイ州真珠湾                                |
| 性能諸元                                           |                                               |
| 排水量                                             | 基準：6,000トン, 満載：6,927トン              |
| 全長                                               | 110.3 m (362 ft)                              |
| 全幅                                               | 10 m (33 ft)                                  |
| 喫水                                               | 9.4 m (31 ft)                                 |
| 機関                                               | S6G reactor 一基                              |
| 乗員                                               | 士官12名, 兵員98名                            |
| 兵装                                               | 21インチ魚雷発射管4基, トマホークミサイル12発 |
| モットー                                           | Volunteers Defending Frontiers                |

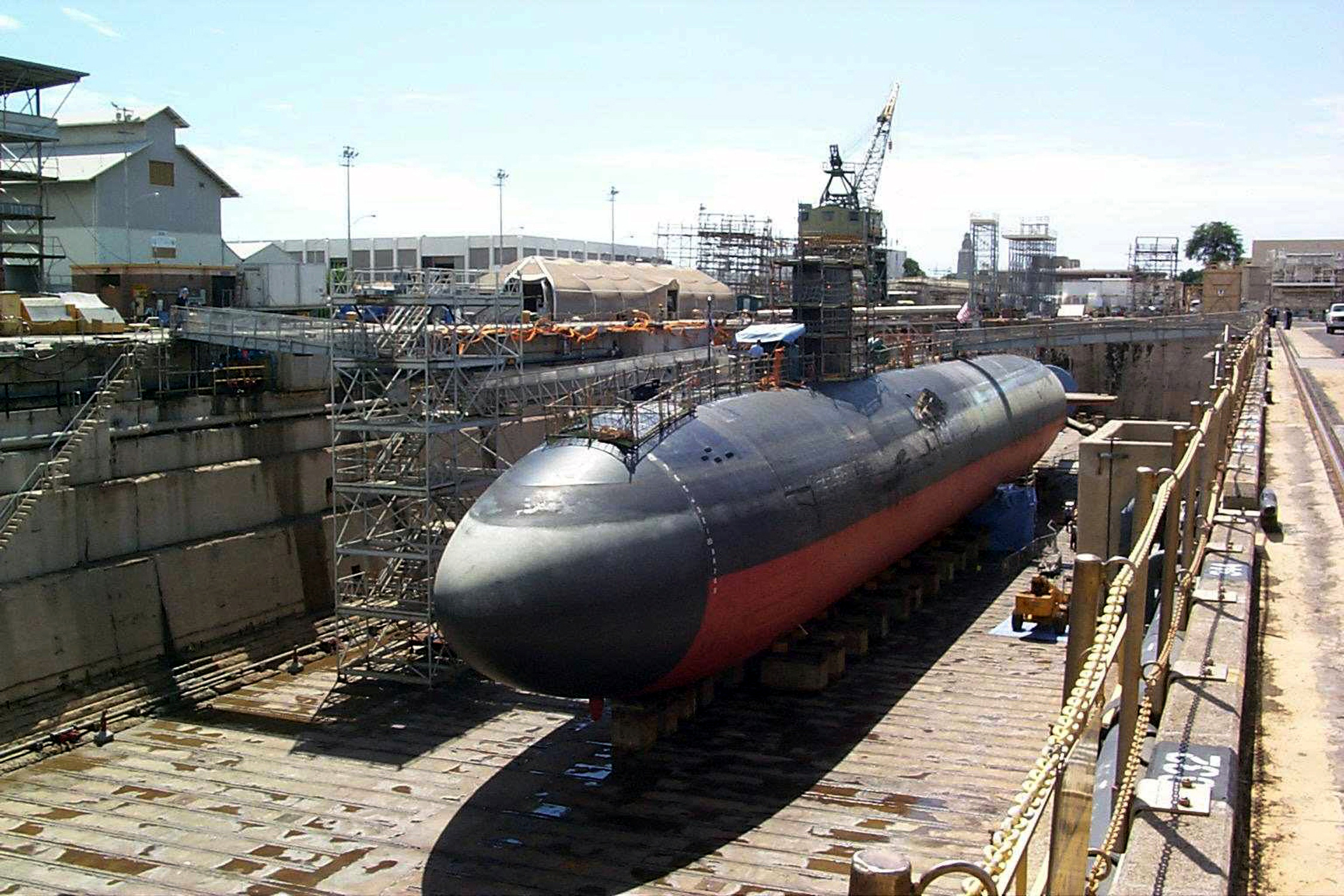
えひめ丸との衝突事故後、真珠湾の乾ドックで修理中のグリーンビル

グリーンビル (USS Greeneville, SSN-772) は、アメリカ海軍のロサンゼルス級原子力潜水艦の61番艦。テネシー州グリーンビルに因んで命名された。

## 艦歴
建造契約は1988年12月14日にニューポート・ニューズ造船所に与えられ、1992年2月28日着工。ティッパー・ゴアから後援を受け1994年9月17日に進水。1996年2月16日に初代艦長デュアン・B・ハッチのもと就役した。

### 事件

#### えひめ丸事故
2001年2月9日にハワイ沖で「グリーンビル」は数人の戦艦ミズーリ保存会の関係者接待のために巡航し、緊急メイン・バラストタンク・ブローで水面への急速浮上を行った。
現地時間の午後1時50分頃に急速浮上した「グリーンビル」は愛媛県立宇和島水産高等学校所属の訓練船「えひめ丸」の後部に衝突。「えひめ丸」のエンジンルームは「グリーンビル」によって切断され、「えひめ丸」は10分弱で沈没した。35名の実習生や乗組員の内、4人の高校生を含む9名が行方不明となった。
事件当時同乗の民間人を操舵席に座らせ、操舵に関与させていたとされ、艦長スコット・ワドル海軍中佐は衝突の責任を問われたものの、軽微な処分に留まり、事件調査後に海軍を退役した。

#### サイパン入港時の損傷
2001年8月27日、サイパン島のドックに入港を試みた際、接触事故を起こし、舵・船外機・船体下部を損傷した。接触した物体は不明。

#### 輸送艦との衝突
2002年1月27日、「グリーンビル」はオマーンの沖合でオースティン級ドック型輸送揚陸艦「オグデン」と衝突した。「オグデン」の燃料タンクは5×18インチの穴が開き数千ガロンの燃料が流出したが、衝突後も両艦は自力で航行した。